# Eric Sigfrid Persson

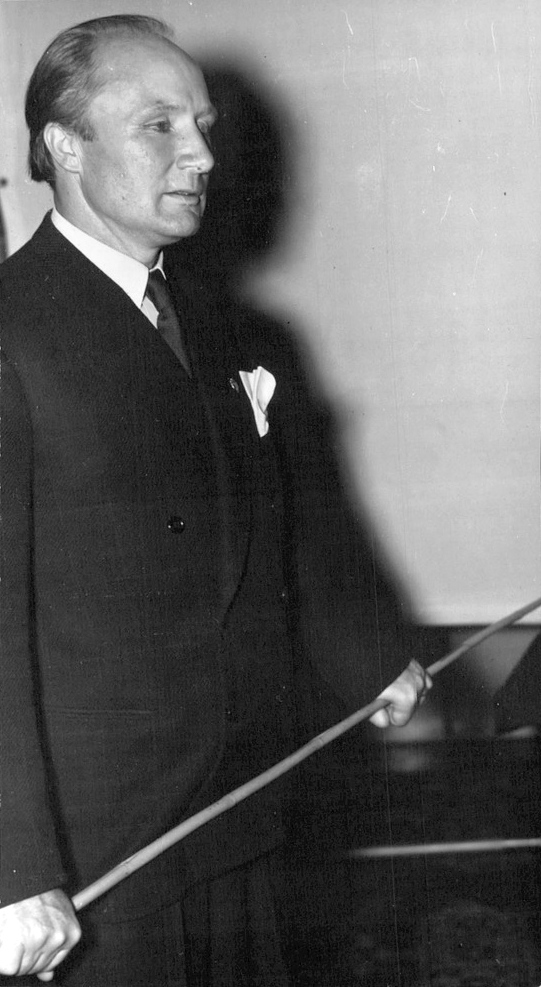
Persson presenterar Friluftsstaden för byggmästarkollegorna i Stockholm, september 1944.

Eric Sigfrid Persson, född 24 januari 1898 i Tomelilla (Tryde socken), Skåne, död 31 juli 1983 i Hörby, var en svensk byggmästare och formgivare. 
Eric Sigfrid Person var en av Sveriges främsta byggmästare och formgivare inom funktionalismen. År 1925 tog han fram sin första stadsplan och lät bygga egnahem som seriehus i Framnäsområdet, längs Nygatan i Tomelilla.
Persson var utbildad i Danmark men var verksam i Malmö där han också bodde större delen av sitt liv. Han uppförde en rad mycket uppmärksammade bostadsområden i Malmö, som till exempel Malmgården (1934–1935), Ribershus (1937–1938) och Friluftstaden (1942–1948).
Eric Sigfrid Persson var far till Sven Erik Persson och Signe Persson Melin och morfar till Truls Melin.

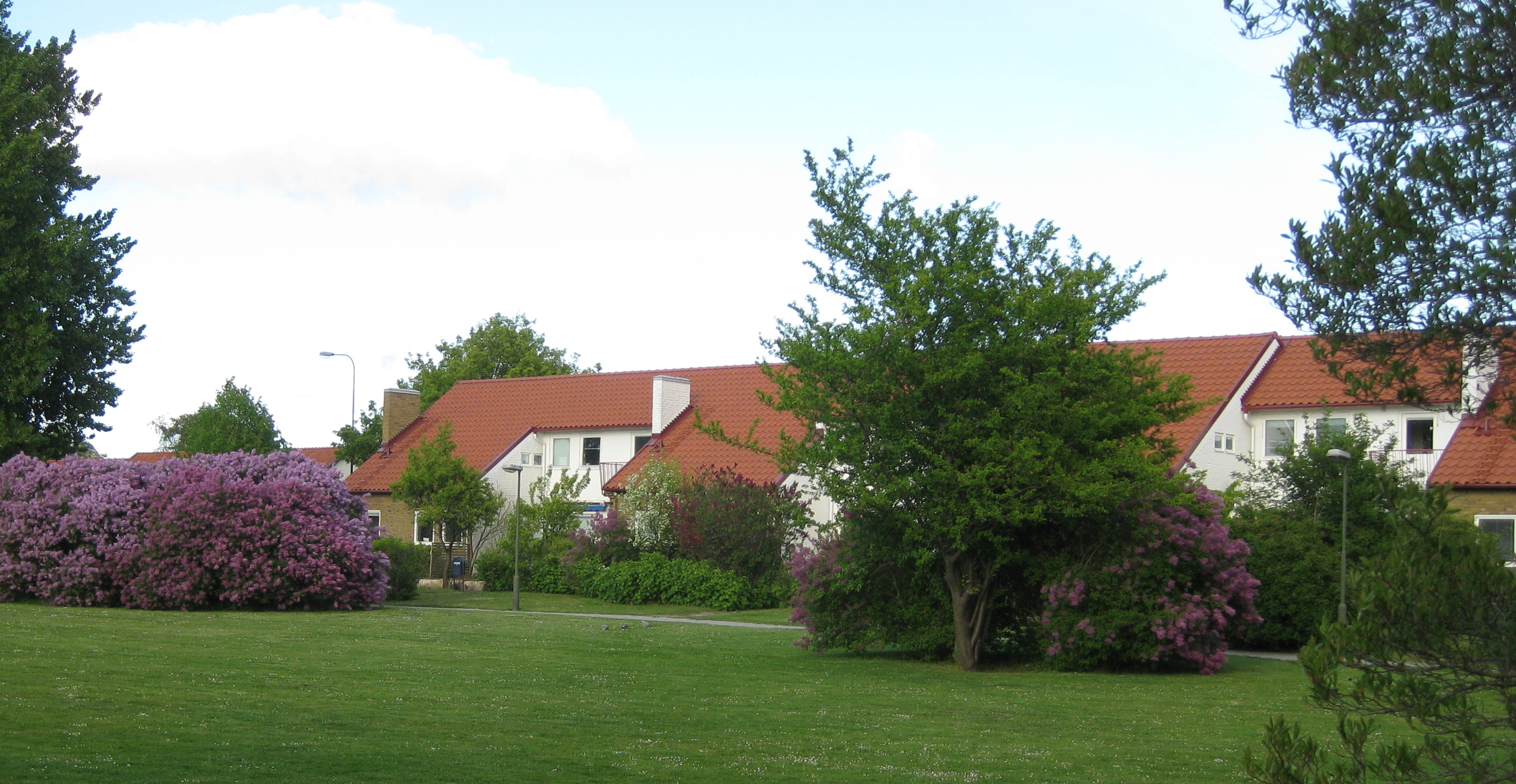
Friluftsstaden, Malmö
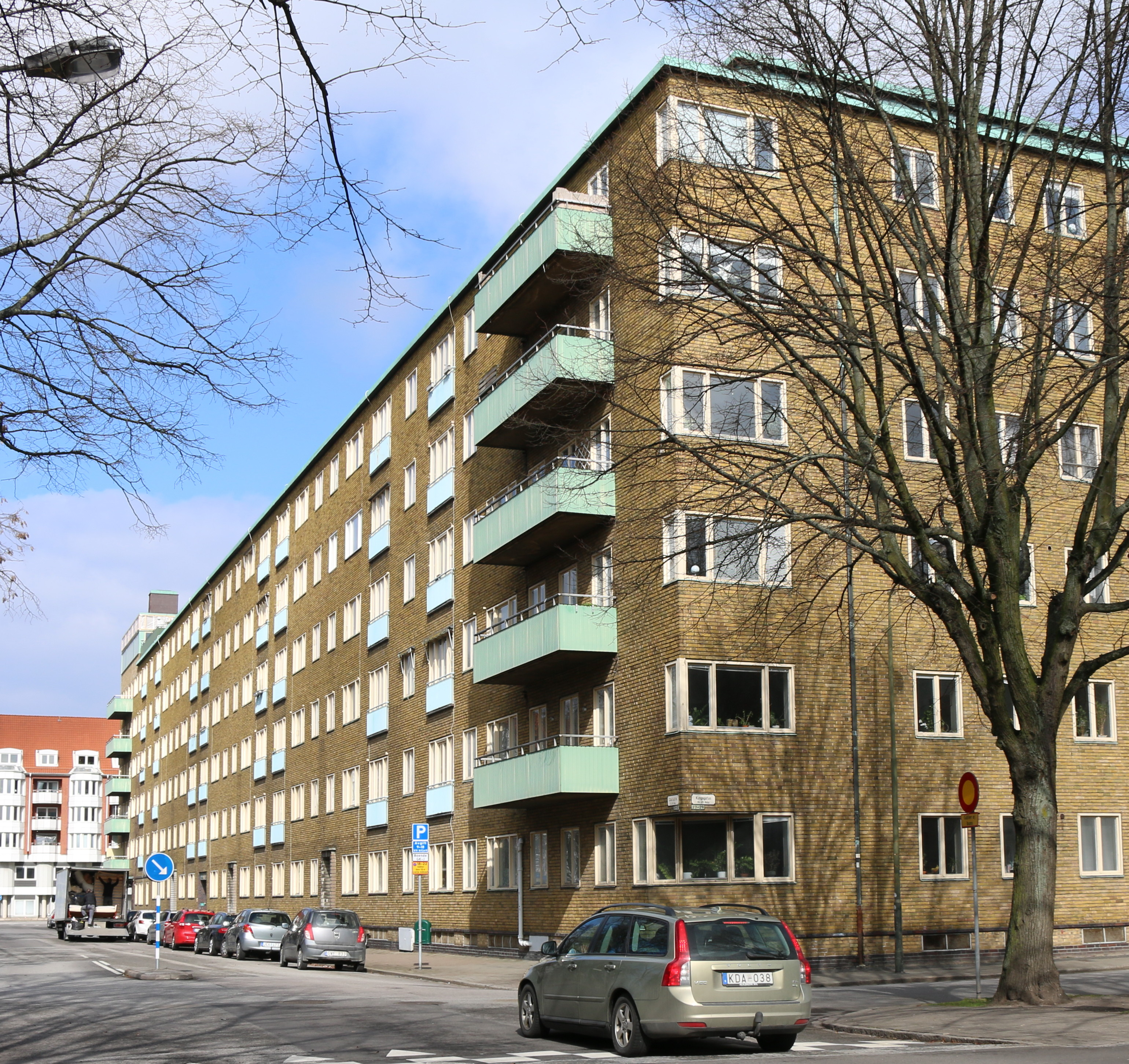
Malmgården, Malmö